# Sporthaus Ziegenhals

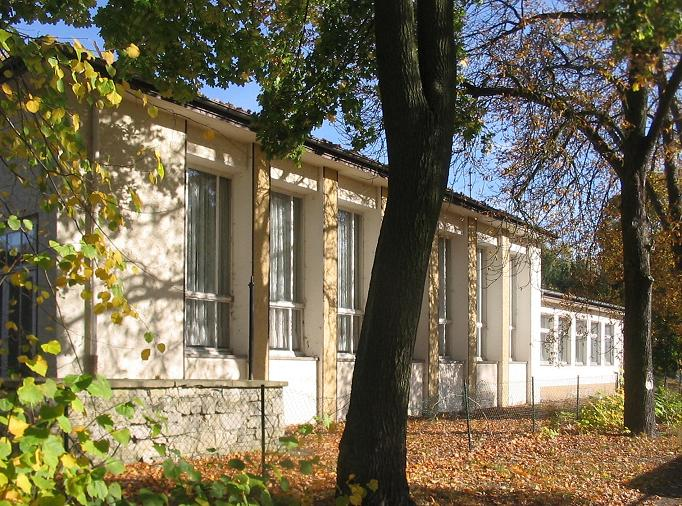
Gedenkstätte Sporthaus Ziegenhals, 2008

Das Sporthaus Ziegenhals war eine Gaststätte an der Dahme im Niederlehmer Teil von Ziegenhals im Landkreis Dahme-Spreewald. Bedeutung erlangte sie, weil Ernst Thälmann dort am 7. Februar 1933 das letzte Mal vor seiner Verhaftung als Redner auf einer Versammlung von Funktionären der Kommunistischen Partei Deutschlands (KPD) sprach. Das Gebäude der Gaststätte wurde nach dem Zweiten Weltkrieg abgerissen und durch einen Neubau mit Gedenkstätte zur Erinnerung an die Tagung ersetzt. Der Bau war in der Denkmalliste des Landes Brandenburg verzeichnet und wurde 2010 abgerissen.

## Geschichte

### Illegale Tagung der KPD 1933

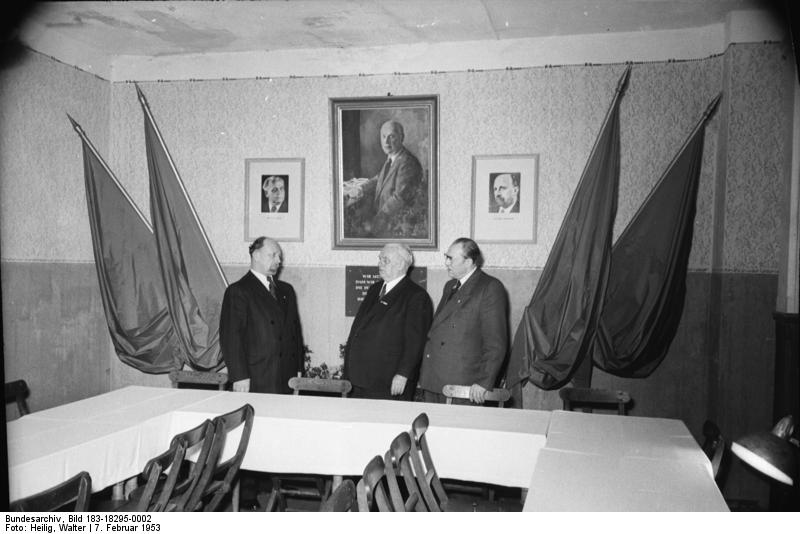
Walter Ulbricht, Wilhelm Pieck und Otto Grotewohl, 1953, im Gedenkzimmer der Gedenkstätte

Motorschiff „Charlotte“ seit 2016 in der Antifaschistischen Erholungs- und Begegnungsstätte Heideruh

Am 4. Februar 1933 erließ die Hitler-Regierung die Verordnung des Reichspräsidenten zum Schutze des Deutschen Volkes, woraufhin die KPD-Führung mit einem polizeilichen Verbot aller ihrer Veranstaltungen oder noch Schlimmerem rechnen musste. So fand die vom ZK der KPD einberufene Tagung der politischen Sekretäre, ZK-Instrukteure und Abteilungsleiter der Partei, an der etwa 40 führende Funktionäre teilnahmen, bereits unter erschwerten Bedingungen im Sporthaus Ziegenhals statt. Auf dem von Herbert Wehner vorbereiteten Treffen sprach Thälmann zu der am 5. März 1933 bevorstehenden Reichstagswahl. Ziel der Versammlung war die Abstimmung des weiteren Vorgehens angesichts der neuen politischen Situation. Es war Thälmanns letzter bedeutender Auftritt als Vorsitzender der KPD. Am 3. März 1933 verhaftete ihn die Polizei in Berlin. Zahlreiche weitere Teilnehmer der Tagung kamen in Konzentrationslager oder wurden während der Naziherrschaft ermordet; andere, wie Wilhelm Pieck und Walter Ulbricht, gelangten nach dem Krieg in führende Positionen der DDR.

### Gedenkstätte in der DDR
Am 7. Februar 1953 wurde anlässlich des Jahrestages der Tagung das historische Tagungszimmer innerhalb der Gaststätte von Wilhelm Pieck als Gedenkstätte im Rahmen der 11. Tagung des Zentralkomitees der SED eingeweiht, deren Besuch für viele Kinder und Jugendliche als Pioniere bzw. FDJ-Angehörige in der DDR zum Programmpunkt wurde. Auf Initiative von Hans Pfeiffer als ehemaliger Teilnehmer der illegalen Tagung vom Februar 1933 kam es zum Abriss des baufällig gewordenen Original-Gebäudes und im Rahmen des Nationalen Aufbauwerks zum Neubau der Gaststätte. Das Tagungszimmer blieb dabei erhalten und wurden in den Neubau integriert. Die erneute Einweihung der Gedenkstätte fand im Rahmen des 73. Geburtstags Thälmanns am 16. April 1959 statt. Die weiterhin im Neubau befindliche HO-Gaststätte trug als Ausflugslokal den Ehrennamen Ernst Thälmann.

### Nach 1990
Nach der Wende wurde 1991 die Treuhand Liegenschaftsgesellschaft mbH (TLG) Eigentümerin des Objekts und verpachtete die Gaststätte. Das Inventar der Gedenkstätte wurde dem 1990 gegründeten Freundeskreis „Ernst Thälmann Gedenkstätte“ e. V., Ziegenhals in eine freie Trägerschaft übergeben. 1997 kündigte die TLG den Pächtern und plante die Schließung der Gaststätte. 2002 wurde das Grundstück von der TLG versteigert; das Brandenburger Verfassungsgericht wies eine Beschwerde des Freundeskreises ab. Am 21. August 2005 besetzten Mitglieder der FDJ das Dach des Gebäudes. Die davor aufgestellte Büste Thälmanns wurde 2001 gestohlen und in einen nahen See geworfen, ein weiterer Diebstahl wurde im März 2006 bekannt. Kommunistische Aktivisten warfen im selben Jahr dem Eigentümer des Anwesens, einem Ministerialbeamten, vor, durch absichtliche Verwahrlosung den Denkmalschutz löschen lassen zu wollen und damit gegen rechtliche Vorgaben sowie den Zwei-plus-Vier-Vertrag zu verstoßen. Außerdem habe er dem Freundeskreis die Pflege der Gedenkstätte untersagt. Für deren Erhalt sprachen sich in einer Unterschriftensammlung über 7.000 Menschen aus.
Der neue Eigentümer führte im Mai 2010 den Abriss des Sporthauses Ziegenhals durch, um das Grundstück als Baugrund zu nutzen. Initiatoren organisierten den Kauf eines Teilgrundstücks auf dem Gelände und einen Gedenkstein aus Spenden. Am 10. Februar 2013 wurde der Gedenkstein mit der Inschrift 7. Februar 1933. Illegale Tagung der KPD im Sporthaus Ziegenhals unter der Leitung ihres Vorsitzenden Ernst Thälmann. Beginn des organisierten Widerstandes gegen die Naziherrschaft. eingeweiht. Das Motorboot „Charlotte“, mit dem ein Teil der Tagungsteilnehmer Ziegenhals verlassen haben soll, wurde 2016 an die Antifaschistische Erholungs- und Begegnungsstätte Heideruh in Buchholz in der Nordheide übergeben. Das 1916 gebaute Boot gehörte dem Gastwirt Wilhelm Mörschel vom Sporthaus Ziegenhals.
Die Gedenktafel wurde im Januar 2024 von unbekannten Tätern entwendet.